# Giuseppe Maria Altemps
Giuseppe Maria Altemps, książę di Gallese (ur. 1729, zm. 1780) bogaty rzymski arystokrata i patron sztuk; szczególnie muzyki. 
29 kwietnia 1770 roku w jego domu palazzo Altemps koncertował młody Wolfgang Amadeus Mozart.